# دیوید هند (پویانما)
دیوید هند (انگلیسی: David Dodd Hand؛ ۲۳ ژانویهٔ ۱۹۰۰ – ۱۱ اکتبر ۱۹۸۶) انیماتور ، کارگردان و تهیه‌کننده انیمیشن، اهل ایالات متحده آمریکا بود.

## گزیده آثار
- بامبی
- تیم چوگان میکی
- دزدان دریایی
- هیاواتای کوچک
- پرندگان در بهار